# Kuotesjärvi
Kuotesjärvi är en sjö i Finland. Den ligger i kommunen Alavo i landskapet Södra Österbotten, i den sydvästra delen av landet, 280 km norr om huvudstaden Helsingfors. Kuotesjärvi ligger 113 meter över havet. I omgivningarna runt Kuotesjärvi växer i huvudsak blandskog. Den är 2,13 meter djup. Arean är 2,55 kvadratkilometer och strandlinjen är 16,09 kilometer lång. Sjön  ingår i Lappo å huvudavrinningsområde. 